# Pionierorganisation Wladimir Iljitsch Lenin

Abzeichen der Pionierorganisation Wladimir Iljitsch Lenin

Die Pionierorganisation Wladimir Iljitsch Lenin (russ.: Всесою́зная пионе́рская организа́ция и́мени В. И. Ле́нина Ausspracheⓘ; Transliteration nach DIN 1460: Vsesojuznaja pionerskaja organisacija imeni Vladimira Il'iča Lenina) war eine zum Komsomol gehörende Jugendorganisation in der Sowjetunion, die von 1922 bis 1990 bestand und sich an 10- bis 15-jährige Kinder und Jugendliche richtete. Mitglieder der Organisation wurden als Leninpioniere oder kurz Pioniere bezeichnet.

## Geschichte
Die Organisation entstand als Derivat bzw. Abspaltung der russischen Pfadfinderbewegung.
Im Jahr 1908 veröffentlichte Robert Baden-Powell in England sein Buch Scouting for Boys, welches als Gründungsdokument der Pfadfinderbewegung angesehen werden kann. Das Buch wurde noch im Erscheinungsjahr ins Russische übersetzt.
1909 bis 1911 entstanden in Russland erste Pfadfindergruppen, zunächst in Zarskoje Selo, später in Sankt Petersburg und Moskau. 1914 kam es zur Gründung der Allrussischen Vereinigung Russkij Skaut. Bis 1917 entstanden in mehr als 143 russischen Städten Skaut-Verbände. Im Revolutionsjahr 1917 zählte man in Russland mehr als 50.000 Pfadfinder, vornehmlich Kinder aus wohlhabenden Familien.
Die Bewegung setzte ihr Wirken auch nach der Oktoberrevolution in der Sowjetunion fort. Viele Pfadfinder flohen gemeinsam mit ihren Familien ins Ausland, insbesondere nach Frankreich und in die USA. Im Jahr 1922 berieten auf der Allrussischen Versammlung der Pfadfinderführer die Aktiven der Pfadfinderbewegung über das weitere Vorgehen: Zahlreiche Pfadfinderverbände beteiligten sich an der Gründung der kommunistischen Pionierorganisation. Zum Zeitpunkt des endgültigen Verbotes der Pfadfinderbewegung in der Sowjetunion im Jahr 1923, ein Jahr nach Gründung der Pionierorganisation, gab es noch etwa 8.000 russische Pfadfinder.
Einer der Hauptakteure sowohl der russischen Pfadfinderbewegung als auch der entstehenden sowjetischen Pionierorganisation war Innokenti Nikolajewitsch Schukow (1875–1948). Seit 1914 Sekretär der Allrussischen Vereinigung Russki Skaut, wurde er später zum Obersten Pionier der RSFSR. Als Vertreter einer eher humanistisch ausgerichteten Strömung der Pfadfinder versuchte er seit 1917 einen eigenständigen Roten Pfadfinderverband Krasny Skaut, zu gründen. Dies gelang nicht. Seit 1921 arbeitete er gemeinsam mit Lenins Frau Nadeschda Krupskaja und dem Volkskommissariat für Bildungswesen (Narkompros) an einer Möglichkeit, die Methoden der Pfadfinderbewegung an die Erfordernisse einer sowjetischen Kinderorganisation anzupassen.

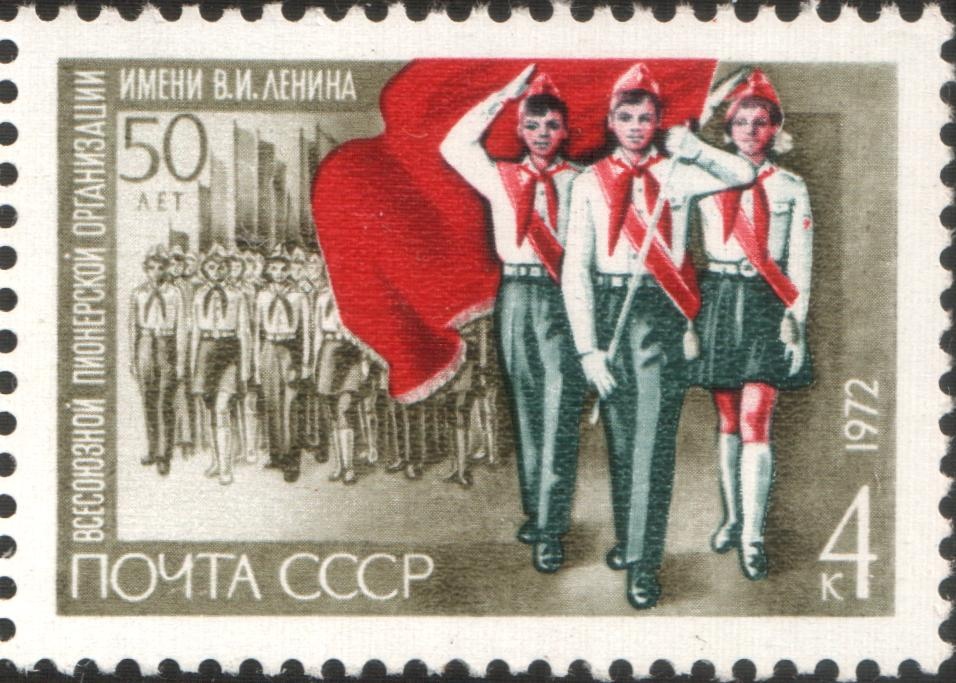
Sowjetische Briefmarke zum fünfzigjährigen Bestehen der Pionierorganisation 1972

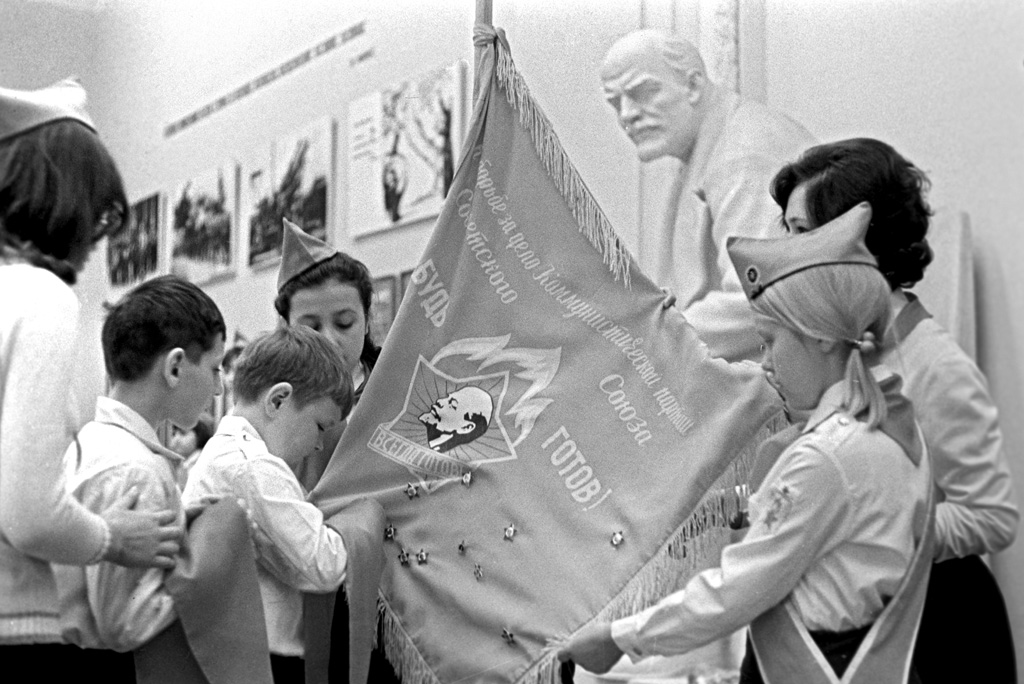
Fahneneid im Lenin-Museum, 1981

Auf Schukow und die Moskauer Gruppe „Brüder des Feuers“ rund um Nikolai Fatjanow gehen die Bezeichnung Pionier sowie die Übernahme des Pfadfindergrußes Будь готов! – Всегда готов! – Sei bereit! – Immer bereit! zurück.
Die Moskauer Pfadfinder verabschiedeten am 13. Mai 1922 – zu einem taktisch günstigen Zeitpunkt wenige Tage vor der Allrussischen Konferenz des Kommunistischen Jugendverbandes – eine „Deklaration der Scoutmaster der Stadt Moskau zur Frage der Schaffung einer Kinderbewegung in der RSFSR“. Darin schlugen sie vor, als Fundament der neuen kommunistischen Kinderbewegung das System Scouting zu benutzen und die neue Organisation als „Junge Pioniere“ zu bezeichnen. Es gelang ihnen dadurch ein entscheidender Perspektivenwechsel im öffentlichen Diskurs über die russische Pfadfinderbewegung. Sie wurde fortan nicht mehr als dem Komsomol entgegengesetzte Scout-Organisation betrachtet, sondern als System Scouting einer neuen Kinderbewegung zugrunde gelegt.
Der Perspektivenwechsel der Moskauer Pfadfinder wurde wenige Tage später vom Kommunistischen Jugendverband übernommen, der am 19. Mai 1922 den Beschluss fasste, „die Frage der Kinderbewegung zu bearbeiten und dabei das reorganisierte System des Scoutings zu verwenden“. In den folgenden Jahren gründeten die ehemaligen Scoutmaster neue Pioniergruppen und bildeten die Gruppenleiter aus.
Der Beschluss der Zweiten Allrussischen Komsolkonferenz vom 19. Mai 1922 wird später als Gründungsdatum der Pionierorganisation (Pioniergeburtstag) festgelegt.
Schon kurz nach der Gründung begann ein starkes Wachstum der Organisation. Zählte sie 1923 nur 75.000 Mitglieder, waren es 1926 schon zwei Millionen. Den Höhepunkt erreichte die Mitgliederentwicklung in den 1970er Jahren mit mehr als 25 Millionen Mitgliedern. Obwohl die Mitgliedschaft formal freiwillig war, gehörten nahezu alle Kinder und Jugendliche der Organisation an.
Am 23. Mai 1924, wenige Monate nach Lenins Tod, wurde der Name der Pionierorganisation um den Zusatz „Wladimir Iljitsch Lenin“ erweitert.
Nachdem sich der Komsomol und die mit ihm verbundene Pionierorganisation im Rahmen von Glasnost und Perestroika neue Strukturen gegeben hatten, brachen beide Organisationen schnell zusammen. Die Pionierorganisation wurde gemeinsam mit dem Komsomol nach dem gescheiterten Augustputsch 1991 verboten.
Heute existieren in Russland zahlreiche lokale Nachfolgeorganisationen, die sich teilweise noch als Pionierorganisation bezeichnen. Andere Gruppen haben sich der wiederbelebten russischen Pfadfinderbewegung angeschlossen.

## Strukturen

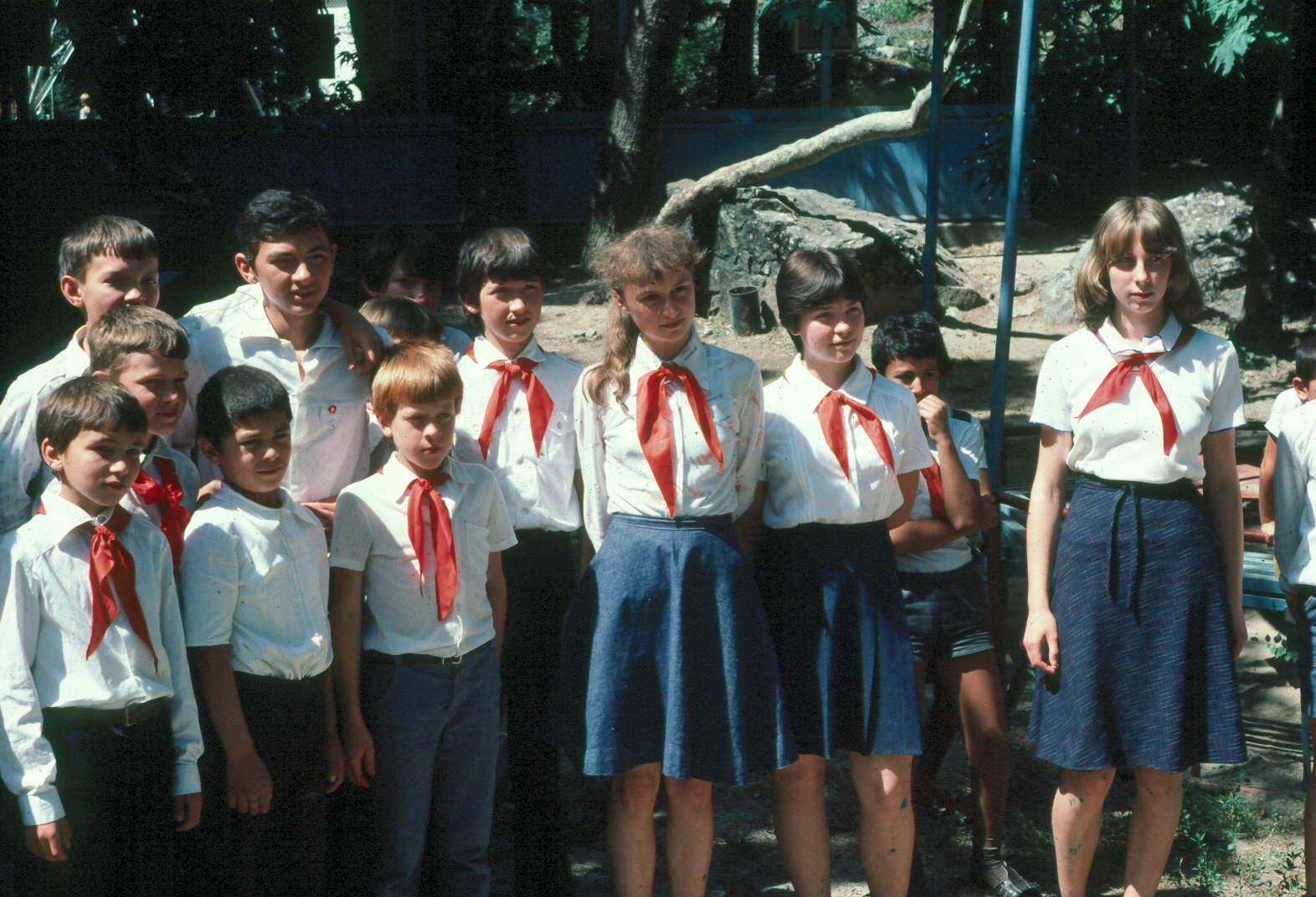
Junge Pioniere aus der Tadschikischen SSR, 1983

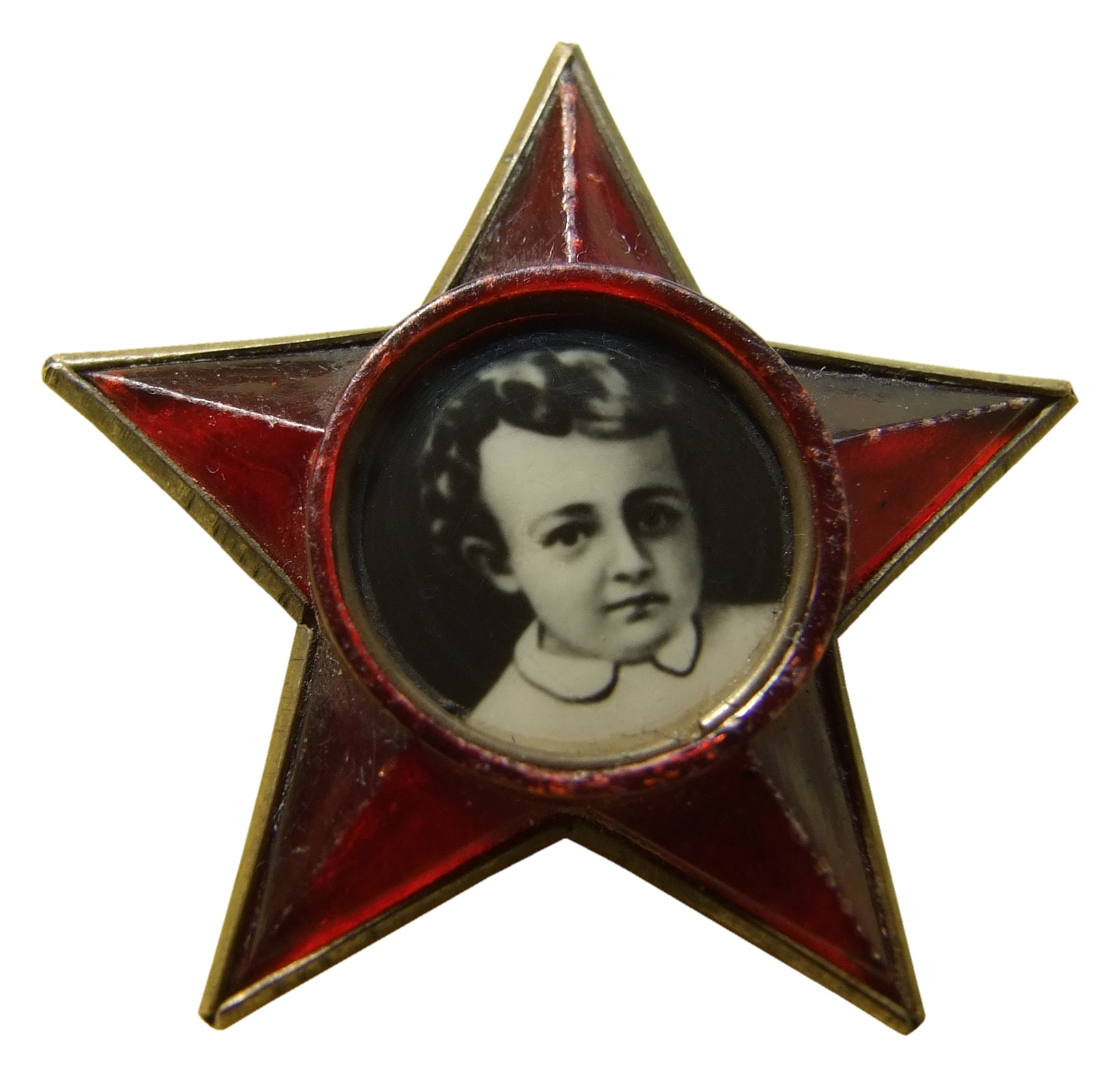
Abzeichen der Oktoberkinder mit einem Bild von Lenin

Bis 1942 war die Pionierabteilung die Hauptebene der Arbeit. In ihr wurden alle Schüler einer Schule zwischen 10 und 15 Jahren zusammengefasst. Ab 1942 wurde dieser Begriff nur noch für die Leninpioniere aus einer Schulklasse verwendet, die Bezeichnung auf Schulebene war jetzt Pioniergruppe.
Die Pionierorganisation war in drei Altersstufen eingeteilt, mit 15 Jahren konnten die Mitglieder mit Empfehlung der Pionierorganisation in den Komsomol wechseln. Vor die Pionierorganisation waren die Gruppen der Oktoberkinder geschaltet, in denen 7- bis 9-jährige Kinder zusammengeschlossen waren.
Geleitet wurde die Organisation durch das Zentralkomitee der Pionierorganisation, das wiederum vom Zentralkomitee des Komsomol kontrolliert wurde.
Die Organisation unterhielt zahlreiche Pionierlager als Ferienlager; für die 1970er Jahre wird ihre Zahl auf mehr als 40.000 geschätzt, in denen 9,3 Millionen Kinder und Jugendliche ihre Ferien verbrachten. Die bekanntesten Pionierlager waren das Allunions-Pionierlager Artek auf der Krim, Orlyonok in der Russischen SFSR, Molodaja Gwardija in der Ukrainischen SSR und Subrjonok in der Weißrussischen SSR.
Mit der heute noch bestehenden Pionerskaja Prawda wurde eine eigene Zeitung herausgegeben.

## Inhalte der Arbeit
Die Grußformel der Pionierorganisation verdeutlicht in kurzer Form das Erziehungsziel der Organisation:
„Zum Kampf für die Sache der Kommunistischen Partei der Sowjetunion - Seid bereit! - Immer bereit!“
Sie war also auf die Herausbildung eines kommunistisch erzogenen Sowjetbürgers ausgerichtet. Daneben wurden aber auch zahlreiche, in Jugendverbänden übliche Aktivitäten gepflegt, wie Spiele oder Sport.
Formuliert wurden die Ziele in den Statuten der Pionierorganisation, in den Pionierregeln, dem Pionierversprechen und dem Pioniermotto.

## Partnerschaft
Zur Pionierorganisation Ernst Thälmann in der DDR bestand eine Partnerschaft.